# Saint Joseph's College, Hunters Hill

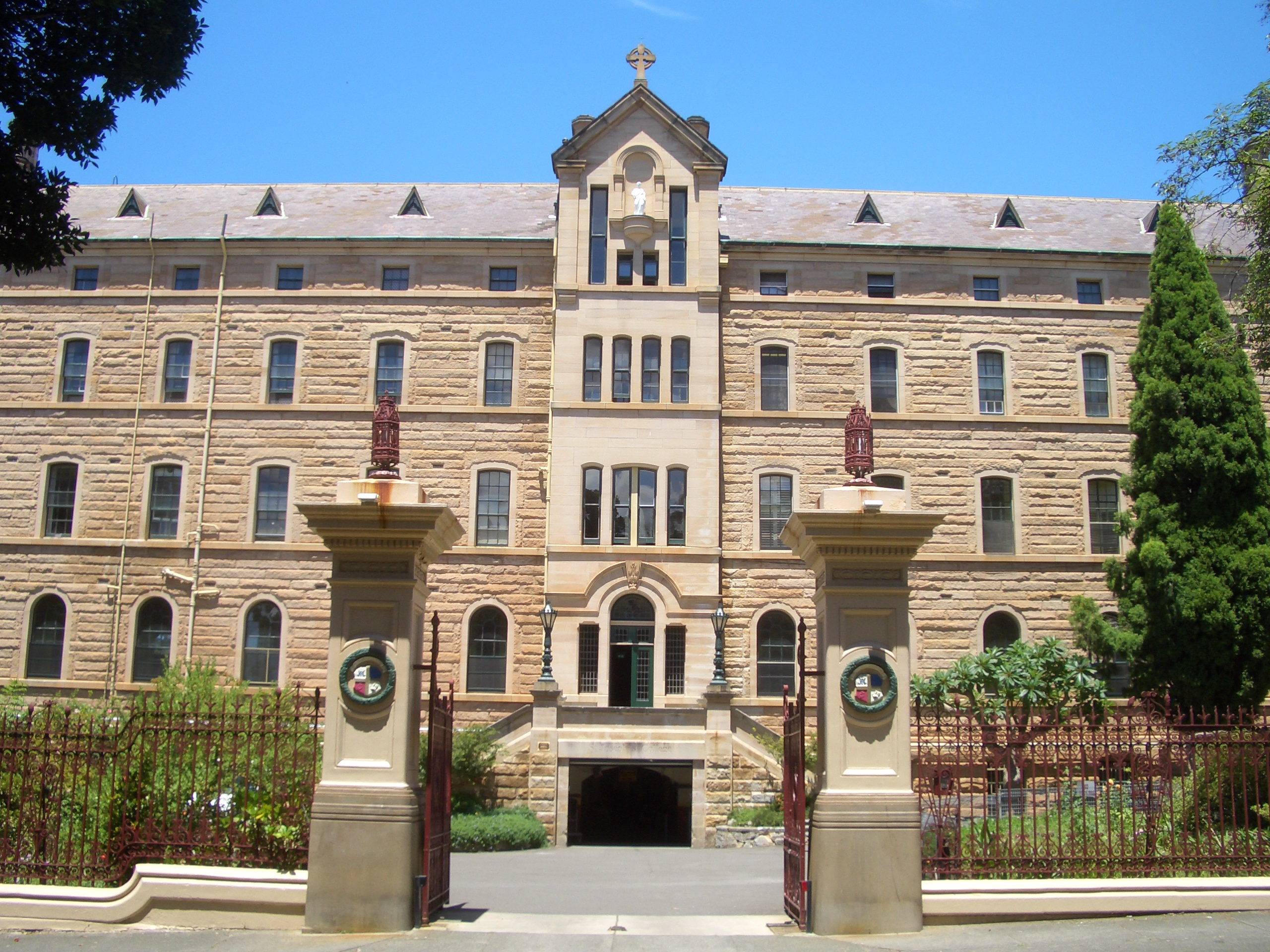
Le bâtiment du College

Le lycée Saint Joseph à Hunters Hill, (Joeys) est un lycée catholique de garçons au recrutement non sélectif créé en 1881 par les Frères maristes et situé dans le quartier de Hunters Hill sur la rive nord de la baie de Sydney en Nouvelle-Galles du Sud. Il est membre de l'Association sportive des Grandes écoles privées de Nouvelle-Galles du Sud (La "GPS"). Actuellement, il accueille environ 1027 élèves (avec 606 internes).
L'école a été fondée par le frère Emilian Pontet, selon la tradition des Maristes.
La devise du collège est In Meliora Contende. Les éléments les plus marquants du collège sont ses bâtiments principaux à l'architecture victorienne et sa belle chapelle.
Il y a une grande tradition sportive à Joeys : surtout le rugby à XV, et l'athlétisme. Chaque année, le match de rugby entre Saint Ignatius College, Riverview et Saint Joseph's attire un grand nombre de spectateurs (jusqu'à 20 000).
Parmi les personnalités y ayant suivi leurs études, on peut citer : Sir William Deane AC KBE (ancien Gouverneur général d'Australie); et Matt Burke (ancien capitaine des Wallabies.)